# Champoléon
Champoléon település Franciaországban, Hautes-Alpes megyében. Lakosainak száma 139 fő (2022. január 1.). Champoléon L’Argentière-la-Bessée, Freissinières, La Chapelle-en-Valgaudémar, La Motte-en-Champsaur, Orcières, Saint-Jean-Saint-Nicolas, Saint-Michel-de-Chaillol és Vallouise-Pelvoux községekkel határos.

## Népesség
A település népességének változása:
| Lakosok száma | 135  | 116  | 102  | 122  | 140  | 148  | 140  | 136  | 136  | 139  |
|               | 1968 | 1982 | 1990 | 2006 | 2013 | 2015 | 2017 | 2019 | 2020 | 2022 |